# 10-я армия (Австро-Венгрия)
10-я армия — общевойсковое оперативное соединение императорской и королевской армий Австро-Венгрии во время Первой Мировой войны.

## История
10-я армия была образована в 1915 году  для защиты Каринтии и Карнийских Альп от итальянских войск после объявления войны Италией Центральным державам. Фронт проходил примерно по линии Кройцбергсаттель — Монте-Паральба — Плекенпасс — Росскофель — Понтафель — Флитч. Противником была «Карнийская группа» (итал. Zona Carnia) итальянцев численностью около 8 бригад. Фронт был непригоден для крупных операций из-за гористой местности и до 1917 года велась позиционная война.

## Структура

### 1915
- 92-я ландштурмовая дивизия
- 57-я бригада
- 59-я горнострелковая бригада

VII корпус (позже передан 5-й армии)
- 17-я дивизия
- 20-я Гонведская дивизия

### 1916
- 94-я ландштурмовая дивизия (генерал-майор Лавровский)
- 92-я ландштурмовая дивизия (генерал-майор Красель)
- 59-я горнострелковая бригада (полковник Дитрих)
- 27-я горнострелковая бригада (генерал-майор Грейнер)

### 1918
- Группа эрцгерцога Петера Фердинанда (163-я и 164-я бригады, 1-я и 22-я дивизии)
- 20-й Корпус генерала от инфантерии Франца Кальзера фон Маасфельда (19-я и 49-я дивизии)
- 21-й Корпус генерала от инфантерии Казимира фон Лютгендорфа (56-й и группа Шиссера)
- 24-й корпус «Эдельвейс» (159-я бригада, 3-я и 8-я дивизии)

## Командование

### Командующие армией
- Генерал-полковник Франц Рор фон Дента (февраль 1916 г. — 18 июня 1916 г.)
- Фельдмаршал-лейтенант Карл Скотти (18 июня 1916 г. — апрель 1917 г.)
- Генерал-полковник Александр фон Кробатин (апрель 1917 г. — 3 ноября 1918 г.)

### Начальники штаба армии
- Фельдмаршал-лейтенант Карл Скотти (1916)
- Оберст Георг Домашнян (1916 — 1918)

#### Врио
Фельдмаршал-лейтенант Эрвин фон Маттанович (1917)